# Дом, который построил Тил
«Дом, который построил Тил» (англ. And He Built a Crooked House, другие названия: «И построил он себе скрюченный домишко», «И построил он дом…», «Дом четырёх измерений») — научно-фантастический рассказ американского писателя Роберта Хайнлайна, впервые опубликованный в Astounding Science Fiction в феврале 1941 года. Был перепечатан в сборнике «Fantasia Mathematica» (под редакцией Клифтона Фадимана) в 1958 году. А также в сборнике Хайнлайна «Неприятная профессия Джонатана Хога» в 1959 году. Рассказ о математически настроенном архитекторе по имени Квинтус Тил, у которого возникла блестящая идея, как сэкономить на стоимости недвижимости, построив дом в форме развёртки тессеракта. Название перефразировано из детского стишка «Кривой человек был», «Скрюченная песня» в переводе Чуковского.

## Сюжет
Квинтус Тил, выпускник-архитектор из Лос-Анджелеса, мечтает построить дом в топологии Пикара — Вессио. Во время разговора с другом, Гомером Бейли, он демонстрирует модели из зубочисток и глины, представляющие проекции четырёхмерного тессеракта, четырёхмерный эквивалент куба, и убеждает Бейли строить дом по его проекту. Дом был построен в форме «перевёрнутого двойного креста» (с восемью кубическими комнатами, расположенными в виде стойки из четырёх кубов, и ещё четырьмя кубами, окружающими второй куб от основания). Ночью перед тем, как Тил собирался показать свою постройку Бейли и его жене Матильде, в районе дома происходит землетрясение. Утром они видят вместо прежнего дома нечто вроде одной кубической комнаты.
Внутри обнаруживается, что верхние этажи — совершенно нетронуты, но кажется, что лестница замкнута сама на себя, и они заперты в многомерном лабиринте, где все двери и окна ведут в другие комнаты. В какой-то момент они удивлённо смотрят в прихожую и наблюдают свои собственные спины. Тил понимает, что в результате землетрясения дом превратился в настоящий тессеракт.
Пытаясь переместиться из одной комнаты в другую через распашное окно, Тил падает на улицу и приземляется в кустарнике. Проводя дальнейшие исследования дома, они обнаруживают, что окна оригинальной верхней комнаты не соединяются там, где они математически «должны». Одно даёт головокружительный вид сверху на «Крайслер-билдинг», а другое — перевёрнутый вид морского пейзажа. Третье окно смотрит на место без пространства, без цвета, даже чёрного. Четвёртое окно выходит на неземную пустынную сцену. В этот момент дом встряхивает ещё одно землетрясение, и они в панике вываливаются через открытое окно. Исследователи оказываются в пустыне, в окружении кривых деревьев, без признаков дома или окна, через которое они прыгнули. От водителя проходящего мимо грузовика они узнают, что находятся в «Национальном парке Джошуа-Три».
Вернувшись домой, они обнаруживают, что постройка исчезла. «Несомненно, от последнего толчка дом провалился в другой сектор пространства», — замечает Тил.
В рассказе Квинтус Тил указывает адрес 8775 Lookout Mountain Avenue в Голливуде (34°06′33″ с. ш. 118°23′05″ з. д.), что через дорогу от «the Hermit, the original Hermit of Hollywood». Этот адрес находится через дорогу от собственного дома Хайнлайна на момент написания истории.

## Отзывы
Карл Саган в 1978 году привёл рассказ в качестве примера того, как научная фантастика «может передать и объяснить знания, неизвестные или недоступные для читателя», и предположил, что для многих читателей это было первым знакомством с четырёхмерной геометрией в понятной форме.

## Изменяемая геометрия в контексте архитектуры
Некоторые современные архитектурные проекты воплощают идеи, напоминающие научную фантастику — здания с подвижными комнатами, вращающимися модулями и трансформируемыми фасадами. Эти дома позволяют изменять своё внутреннее пространство и внешний вид, адаптируясь к условиям окружающей среды или предпочтениям жильцов.
- Дом Шарифи-ха (en:Sharifi-ha House)

Местоположение: Тегеран, Иран
Архитектор: Next Office
Дом оснащён тремя поворотными модулями, которые могут вращаться на 90 градусов. Это позволяет открывать или закрывать комнаты в зависимости от сезона и освещённости. Архитектура вдохновлена традиционными иранскими домами с зимними и летними зонами проживания.
- Скользящий дом (Sliding House)

Местоположение: Саффолк, Англия
Архитекторы: dRMM Architects
Скользящий дом состоит из неподвижной внутренней части и внешней подвижной оболочки, которая перемещается по рельсам. Это позволяет трансформировать внешний вид дома и уровень освещения, а также защиту от внешней среды.
- Вилла «Подсолнух» (Villa Girasole)

Местоположение: Верона, Италия
Период постройки: 1929–1935
Один из первых в мире вращающихся домов. Здание расположено на круглой платформе и может вращаться на 360 градусов, следуя за движением солнца. Полный оборот занимает около 9 часов 20 минут.
- Дом Мильтона Сидни (Milton Sidney House)

Местоположение: Малибу, Калифорния, США
Архитектор: Эд Найлс (Ed Niles)  
Год: 1992
Модульный особняк, в котором комнаты могут отсоединяться и перемещаться вдоль центральной оси здания. Это позволяет изменять конфигурацию дома в зависимости от потребностей жильцов.
- Дом MJE (Casa MJE)

Местоположение: Мадрид, Испания
Архитекторы: PKMN Architectures
Квартира оснащена мобильными стенами и мебелью на колёсах. Благодаря этому пространство легко трансформируется — из одного большого зала в несколько изолированных комнат. Проект ориентирован на гибкое использование в быту.